# Promieniowanie neutronowe
Promieniowanie neutronowe – promieniowanie jonizujące, które składa się z wolnych neutronów i powstaje w wyniku rozszczepienia jądra, rozpadu i syntezy jądrowej. Neutrony promieniowania w wyniku reakcji z materią oraz rozpadu wytwarzają zjonizowane cząsteczki, które oddziałując z jądrami atomów, powodują powstawanie nowych izotopów promieniotwórczych, które rozpadając się emitują kolejne kwanty promieniowania jonizującego. 

## Promieniowanie neutronowe wybuchu jądrowego
Promieniowanie neutronowe jest częścią promieniowania przenikliwego powstającego podczas wybuchu jądrowego.
W rozszczepieniu jądra atomowego są neutrony:
- neutrony natychmiastowe,
- neutrony opóźnione.

Źródłem neutronów natychmiastowych może być reakcja rozszczepienia jąder pierwiastków ciężkich i reakcja syntezy deuteru z trytem lub tylko reakcja rozszczepienia. Neutrony te są emitowane w czasie około 10 μs. 
Natychmiastowe promieniowanie neutronowe występuje jako czynnik rażący tylko przy wybuchach jądrowych w atmosferze.
Źródłem neutronów opóźnionych przy wybuchu jądrowym są produkty rozszczepienia. Przeważająca część neutronów jest emitowana w ciągu pierwszych 10 sekund po wybuchu. Całkowita energia tych neutronów stanowi od kilku do kilkunastu procent całkowitej energii neutronów natychmiastowych emitowanych w czasie reakcji rozszczepienia.